# Dajuan Harris Jr.
Dajuan Harris Jr. (Columbia, 11 december 2000) is een Amerikaans basketballer.

## Carrère
Harris speelde van 2019 tot 2025 collegebasketbal voor de Kansas Jayhawks. Hij speelde in zijn eerste seizoen niet maar groeide daarna langzaam maar zeker uit tot een starter. Hij werd in 2022 NCAA-kampioen met de Jayhawks en won verschillende individuele prijzen met hen. Hij werd niet gekozen in de NBA draft van 2025 maar speelde in de zomer van 2025 bij de Charlotte Hornets in de NBA Summer League. Hij tekende hierna bij de Belgische eersteklasser Kortrijk Spurs.

## Erelijst
- NCAA-kampioen: 2022
- All-Big 12 Honorable Mention: 2023, 2024, 2025
- Big 12 All-Defensive Team: 2022, 2023, 2024
- Academic All-Big 12 First Team: 2021, 2022, 2023
- Big 12 Defensive Player of the Year: 2023
- Big 12 Championship All-Tournament Team: 2023